# Thermes de Saint-Vincent
Les thermes de Saint-Vincent sont un établissement thermal situé à Saint-Vincent en Vallée d'Aoste en Italie.

## Eaux thermales

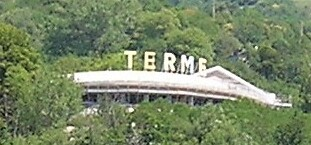

Les eaux de Saint-Vincent permettent le traitement des maladies de l'estomac, de l'intestin, du foie et des voies biliaires, dans les troubles de la digestion. Les cures sont également efficaces dans les cas de diabète, d'obésité, et dans les problèmes gastro-intestinaux ainsi que dans la plupart des affections touchant le système respiratoire.

## Origine
Le 20 juillet 1770, un prêtre originaire de Saint-Vincent, Jean-Baptiste Perret, féru de chimie et de minéralogie, constate que les vaches de l’alpage étaient attirées par l’eau d’une source jaillissant d’une roche micacée. Il effectue des prélèvement et découvre que cette eau est riche en bicarbonate, acide carbonique, sulfate de sodium et chlorures.
Jean-Baptiste Perret acquiert alors la source et procède à des analyses plus approfondies  qui attestent des qualités diurétiques et purifiantes de l'eau. 
Dans le courant de l’année 1778 le roi Victor-Amédée III de Sardaigne et son fils le prince  Victor-Emmanuel de Savoie, futur duc d'Aoste, s’intéressent, à cette découverte et  envoient l’ingénieur, M. de Buttet, ainsi que le docteur  Gioanetti, professeur de l’Université de Turin, qui confirment en 1779 l’intérêt de la source qui génère un débit de 360 litres par jour
En 1792, avant de mourir, Jean-Baptiste Perret avait fait don de ses droits sur la source à la paroisse de Saint-Vincent. En 1808, le curé Jean-Baptiste Freppaz achète le terrain. En 1820, Jean-Baptiste Freppaz cède l’ensemble désormais nommé « Fons Salutis » à la commune de Saint-Vincent  pour la somme de 50 lires.

## Développement

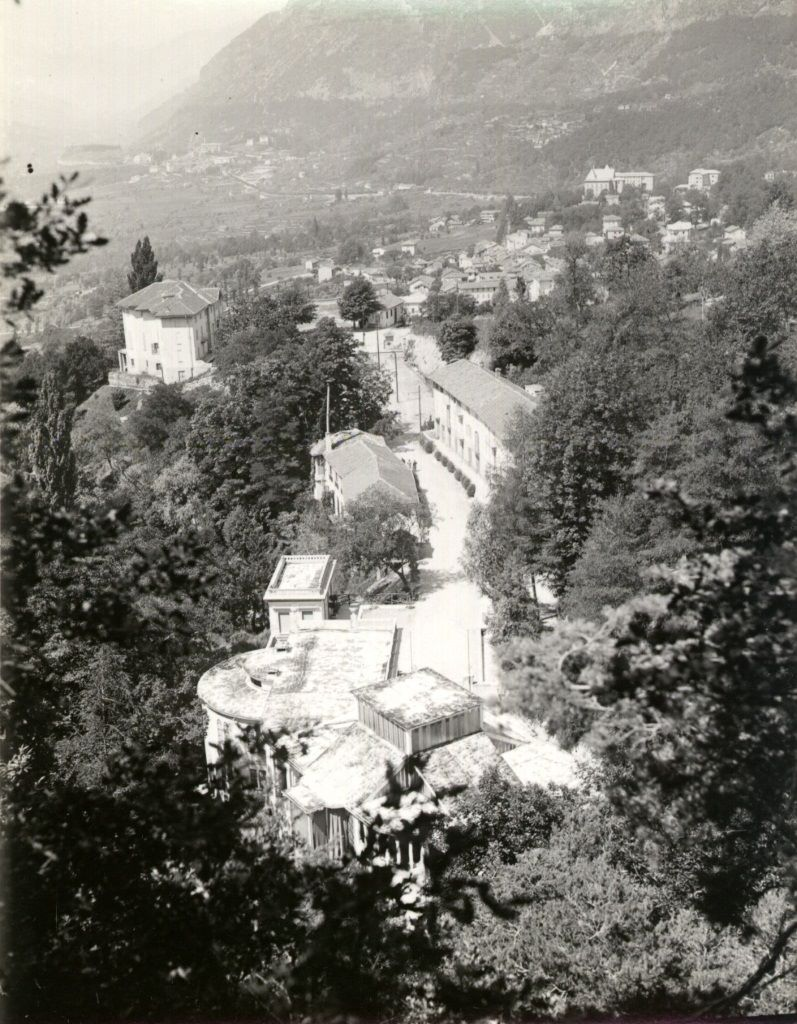

Le gouvernement du duché d'Aoste avait engagé une somme de 57,1 lires pour la construction d’ouvrage de captation et de bassins. Un investissement complémentaire de 40 lires est rapidement nécessaire.
En effet, dès 1792 une route reliant le bourg à la source, est construite et un premier et modeste établissement de cure est édifié. Il reçoit la visite des premiers curistes : en 1797 Benoît-Maurice de Savoie  duc de Chablais, la reine Marie-Thérèse d'Autriche-Este, épouse de  Victor-Emmanuel Ier de Sardaigne, ainsi que les princesses Marie-Anne de Savoie et Marie-Christine de Savoie en 1828. Giosuè Carducci y séjournera également.
En 1826 l’ingénieur Despines des mines de Pesey découvre une seconde source en profondeur qui permet d’obtenir un débit supplémentaire de 176 litres par jour.

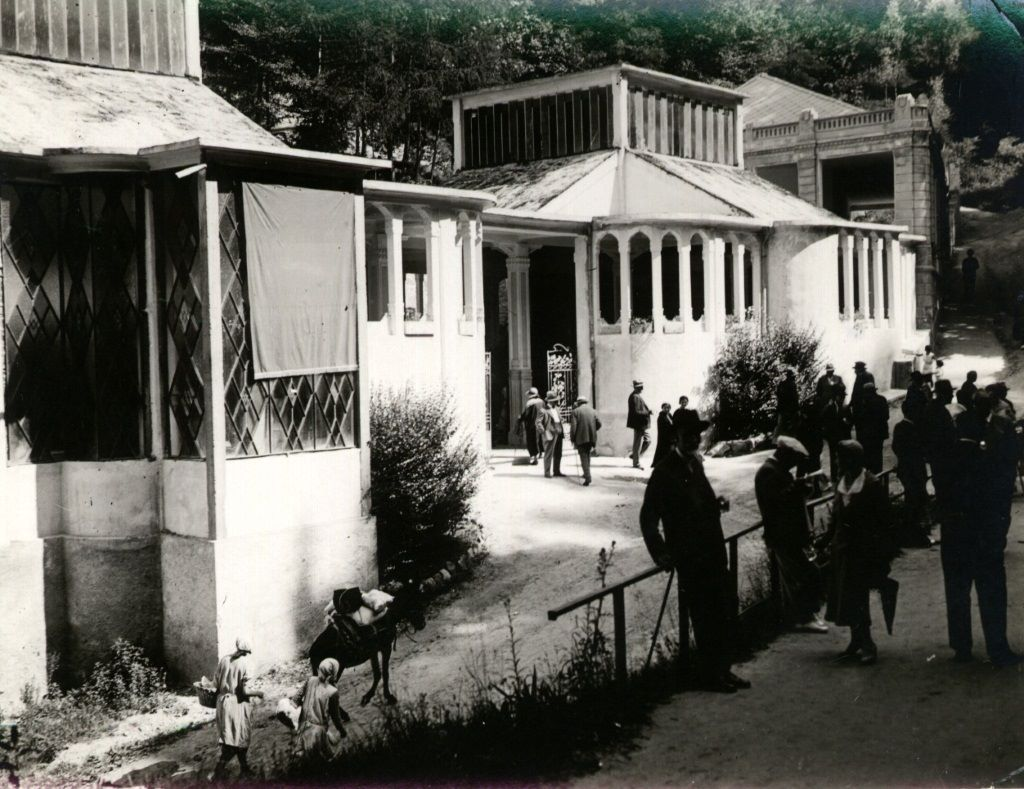

La renommée de l’établissement thermal de Saint-Vincent est désormais établie et vers 1840/1845 se sont plus de 500 curistes qui fréquentent la source dont Ferdinand de Savoie, duc de Gênes. En 1898, sa fille, la reine Marguerite d’Italie  vient à Saint-Vincent entraînant à sa suite une clientèle de fonctionnaires du royaume d’Italie, d’hommes d’églises, d'avocats, de notaires, de banquiers et de commerçants. Jusqu’en 1911 se succèdent, comme curistes, la princesse Marie-Laetitia Bonaparte, seconde épouse du roi  Amédée Ier d'Espagne, le prince Napoléon Joseph Bonaparte et le prince de Monténégro Danilo II Aleksander Petrović-Njegoš.
Cette clientèle permet le développement du tourisme à Saint-Vincent et la construction de nombreux hôtels ainsi que l’aménagement des structures préexistantes. Le Grand Hôtel Billia est inauguré en 1947.
En 1900, les thermes sont agrandis et reliés au bourg de Saint-Vincent par un funiculaire. Ils sont complètement reconstruits et modernisés sur 2 600 m² en 1959. De nouvelles analyses de l'eau sont effectuées à cette occasion. En 2005 le funiculaire est à son tour complètement rénové.
Un vaste programme de rénovation et de restructuration de l'ensemble thermale comprenant les « Nouveaux Thermes », les « Fons Salutis-Vieux Thermes » et « l'hôtel Source » soit un domaine de 27 000 m2 a été mis en œuvre en septembre 2010. Le nouvel établissement, dont la gestion a été concédée par la commune pour 30 ans au groupe Bonatti de Parme, a rouvert ses portes le 16 juin 2012.